# O schöner Mai!
O schöner Mai! (Ô beau mai !) est une valse de Johann Strauss II (op. 375). L'œuvre est créée le 21 janvier 1877 sous la direction de son frère Eduard  dans la salle de concert de l'Association musicale de Vienne.

## Histoire
Le compositeur compose l'œuvre sur la base de motifs de l'opérette Prinz Methusalem (Prince Mathusalem). Elle rejoint une série de compositions (opus numéros 376, 377, 378 et 379) qui reprennent tous les thèmes de cette opérette. Son titre est une citation de cette opérette.

## Durée
Sa durée d'exécution est de 9 minutes et 21 secondes. Elle peut varier quelque peu selon l'interprétation musicale du chef d'orchestre.

## Postérité
La pièce est jouée lors du célèbre concert du nouvel an à Vienne : en 1945 et 1953 sous la direction de Clemens Krauss